# Osterhausen
Osterhausen is een voormalige gemeente in de Duitse deelstaat Saksen-Anhalt, en maakt deel uit van de Landkreis Mansfeld-Südharz.
Osterhausen telt 1.052 inwoners.
Sinds 1 januari 2009 is het een Ortsteile van de gemeente Eisleben.